# Moinaque
Moinaque (em caracalpaque: Мойнақ; romaniz.: Moynaq), Moinoque (em usbeque: Мўйноқ; romaniz.: Mo'ynoq) ou Muinaque (em russo: Муйнак; romaniz.: Muinak) é uma cidade localizada no norte de Caracalpaquistão, no oeste do Usbequistão. Desde os anos 1980 sofre com vertiginoso declínio populacional fruto da recessão do mar de Aral. Em 2018, havia 13 500 habitantes.